# Alsophila obscura
Alsophila obscura là một loài bướm đêm trong họ Geometridae.